# Canada Masters 2001
Il Canada Masters 2001 (conosciuto anche come Rogers AT&T Cup per motivi di sponsorizzazione) è stato un torneo di tennis giocato sul cemento.
È stata la 111ª edizione del Canada Masters, che fa parte della categoria ATP Masters Series nell'ambito dell'ATP Tour 2001, e della categoria Tier I nell'ambito del WTA Tour 2001.
Il torneo maschile si è giocato al du Maurier Stadium di Montréal in Canada, dal 30 luglio al 5 agosto 2001, quello femminile al National Tennis Centre di Toronto in Canada, dal 13 al 19 agosto 2001.

## Campioni

### Singolare maschile
Andrei Pavel ha battuto in finale  Patrick Rafter con il punteggio di 7–6(3), 2–6, 6–3.

### Singolare femminile
Serena Williams ha battuto in finale  Jennifer Capriati con il punteggio di 6–4, 6(7)–7, 6–3.

### Doppio maschile
Jiří Novák /  David Rikl hanno battuto in finale  Donald Johnson /  Jared Palmer con il punteggio di 6–4, 3–6, 6–3.

### Doppio femminile
Kimberly Po-Messerli /  Nicole Pratt hanno battuto in finale  Tina Križan /  Katarina Srebotnik con il punteggio di 6–3, 6–1.